# 林達博共振
林達博共振的名稱源自瑞典星系天文學家貝蒂·林達博，是天體的周轉頻率（其中一個的拱點與另一個成比率）有著簡單和複合的強制頻率的一種軌道共振。種共振傾向於增加天體的軌道離心率，和造成它的拱點經度與強制力的一致性。林達博共振導出了螺旋密度波，不僅適用在星系（恆星是受螺旋臂本身的力支配），也適用於土星環（環中的微粒是受到土星衛星的力支配）。 
林達博共振影響了恆星與星系盤中心的距離，恆星軌道速度的徑向分量的自然頻率與其經過的螺旋臂的重力位能最大值的頻率接近。如果恆星環繞星系中心的軌道速度大於它將經過這一部份螺旋臂的速度，則將發生內林達博共振－如果相似，則是外林達博共振。處於內林達博共振，恆星的軌道速度將會增加，使恆星向外移動；而處於外林達博共振則會降低軌道速度，造成恆星向內運動。

## 外部連結
- Encyclopedia.com （页面存档备份，存于）
- Three-Dimensional Waves Generated At Lindblad Resonances In Thermally Stratified Disks - Lubow & Ogilvie